# Suoh
Suoh je v současné době nečinný vulkanický komplex na indonéském ostrově Sumatra, skládající se z několik překrývajících kalder, maarů a lávových dómů. Jediná známá erupce se odehrála v létě 1933, přičemž na indexu vulkanické aktivity její síla dosáhla stupně VEI 4. Nyní se zde nachází pouze termální prameny a fumaroly. Roku 1994 se dočasně zvýšila jejich aktivita, čemuž předcházelo zemětřesení (podobně jako v roce 1933).